# Dan Tobin
Dan Tobin (Cincinnati, 19 ottobre 1910 – Santa Monica, 26 novembre 1982) è stato un attore statunitense.
Ha recitato in 20 film dal 1939 al 1974 ed è apparso in oltre 90 produzioni televisive dal 1950 al 1977.

## Biografia
Dan Tobin nacque a Cincinnati, in Ohio, il 19 ottobre 1910. Debuttò al cinema nel 1939 nel film britannico Ribalta nera.
Dal 1950 si dedicò al piccolo schermo, per il quale fu interprete di diversi personaggi per serie televisive, tra cui Wally Seawell in due episodi della serie The Bob Cummings Show nel 1958 (più un altro episodio con un altro ruolo), Jonesy in tre episodi della serie Dottor Kildare (dal 1961 al 1963), Dan Nesbit in tre episodi della serie Room for One More nel 1962, Terrance Clay, il proprietario del Clay's Grill, luogo dove Mason fa spesso colazione e tiene incontri di lavoro, in 14 episodi della serie Perry Mason dal 1965 al 1966 (più un altro episodio con un altro ruolo nel 1964) e Mr. Hampton in due episodi della serie La signora e il fantasma nel 1970 (più un altro episodio con un altro ruolo nel 1969).
La sua carriera televisiva comprende inoltre una miriade di altri ruoli minori e di apparizioni da guest star in decine di episodi di serie appartenenti all'epoca d'oro della televisione statunitense fino agli anni settanta. Prese parte anche ad un episodio della serie classica di Ai confini della realtà, intitolato nella versione in italiano I pensieri degli altri, trasmesso in prima televisiva nel 1961.
Per il cinema ha interpretato, tra gli altri, Gerald Howe in La donna del giorno (1942), Johnson in Come far carriera senza lavorare (1967) e il dottor Bradley Pease in The Other Side of the Wind (1972).
Sul piccolo schermo, la sua ultima interpretazione risale al film per la televisione ad episodi Once Upon a Brothers Grimm, trasmesso il 23 novembre 1977, in cui dà vita al personaggio di un primo ministro nel segmento The King with Eight Daughters, mentre per il cinema l'ultimo ruolo che interpretò fu quello di un avvocato nel film Herbie il Maggiolino sempre più matto (1974).
Morì a Santa Monica, in California, il 26 novembre 1982 e fu cremato..

## Filmografia

### Cinema
- Ribalta nera (Black Limelight), regia di Paul L. Stein (1939)
- La donna del giorno (Woman of the Year), regia di George Stevens (1942)
- Tragico segreto (Undercurrent), regia di Vincente Minnelli (1946)
- A Likely Story, regia di H.C. Potter (1947)
- Vento di primavera (The Bachelor and the Bobby-Soxer), regia di Irving Reis (1947)
- Il tempo si è fermato (The Big Clock), regia di John Farrow (1948)
- La casa dei nostri sogni (Mr. Blandings Builds His Dream House), regia di H.C. Potter (1948)
- Valeria l'amante che uccise (The Velvet Touch), regia di Jack Gage (1948)
- Il verdetto (Sealed Verdict), regia di Lewis Allen (1948)
- I cari parenti (Miss Tatlock's Millions), regia di Richard Haydn (1948)
- La colpa della signora Hunt (Song of Surrender), regia di Mitchell Leisen (1949)
- The Magnificent Yankee, regia di John Sturges (1950)
- Sogni ad occhi aperti (Queen for a Day), regia di Arthur Lubin (1951)
- La sposa sognata (Dream Wife), regia di Sidney Sheldon (1953)
- Pranzo di nozze (The Catered Affair), regia di Richard Brooks (1956)
- Addio dottor Abelman! (The Last Angry Man), regia di Daniel Mann (1959)
- Come ingannare mio marito (Who's Got the Action?), regia di Daniel Mann (1962)
- Come far carriera senza lavorare (How to Succeed in Business Without Really Trying), regia di David Swift (1967)
- The Other Side of the Wind, regia di Orson Welles (1972)
- Herbie il Maggiolino sempre più matto (Herbie Rides Again), regia di Robert Stevenson (1974)

### Televisione
- The Clock – serie TV, un episodio (1950)
- The Silver Theatre – serie TV, un episodio (1950)
- The Bigelow Theatre – serie TV, un episodio (1951)
- Our Miss Brooks – serie TV, 2 episodi (1953-1955)
- The George Burns and Gracie Allen Show – serie TV, 4 episodi (1953-1955)
- Lux Video Theatre – serie TV, 3 episodi (1953-1956)
- Goodyear Television Playhouse – serie TV, un episodio (1953)
- The Doctor – serie TV, episodio 1x30 (1953)
- Four Star Playhouse – serie TV, un episodio (1953)
- I Married Joan – serie TV, un episodio (1954)
- Willy – serie TV, un episodio (1954)
- The Adventures of Ozzie & Harriet – serie TV, 2 episodi (1955-1956)
- It's a Great Life – serie TV, un episodio (1955)
- The Star and the Story – serie TV, episodio 1x01 (1955)
- My Favorite Husband – serie TV, 2 episodi (1955)
- It's Always Jan – serie TV, un episodio (1956)
- Cavalcade of America – serie TV, un episodio (1956)
- Studio 57 – serie TV, un episodio (1956)
- The Bob Cummings Show – serie TV, 3 episodi (1957-1958)
- General Electric Theater – serie TV, 2 episodi (1957-1960)
- Maverick – serie TV, 3 episodi (1957-1961)
- On Trial – serie TV, un episodio (1957)
- Make Room for Daddy – serie TV, un episodio (1957)
- Il tenente Ballinger (M Squad) – serie TV, un episodio (1958)
- How to Marry a Millionaire – serie TV, un episodio (1958)
- The Fountain of Youth – film TV (1958)
- Carovane verso il west (Wagon Train) – serie TV, 2 episodi (1959-1960)
- Indirizzo permanente (77 Sunset Strip) – serie TV, 3 episodi (1959-1964)
- Yancy Derringer – serie TV, episodio 1x26 (1959)
- Border Patrol – serie TV, un episodio (1959)
- Hawaiian Eye – serie TV, 2 episodi (1960-1962)
- The Donna Reed Show – serie TV, 2 episodi (1960-1966)
- Rescue 8 – serie TV, episodio 2x17 (1960)
- Alcoa Theatre – serie TV, un episodio (1960)
- Goodyear Theatre – serie TV, episodio 3x10 (1960)
- The Millionaire – serie TV, un episodio (1960)
- The Chevy Mystery Show – serie TV, episodio 1x17 (1960)
- Thriller – serie TV, episodio 1x03 (1960)
- Hazel – serie TV, 2 episodi (1961-1962)
- Il dottor Kildare (Dr. Kildare) – serie TV, 3 episodi (1961-1963)
- Bonanza – serie TV, 4 episodi (1961-1972)
- Guestward Ho! – serie TV, un episodio (1961)
- Ai confini della realtà (The Twilight Zone) – serie TV, episodio 2x16 (1961)
- Hong Kong – serie TV, episodio 1x19 (1961)
- The Andy Griffith Show – serie TV, un episodio (1961)
- Westinghouse Playhouse – serie TV, un episodio (1961)
- The Aquanauts – serie TV, 2 episodi (1961)
- King of Diamonds – serie TV, un episodio (1961)
- La città in controluce (Naked City) – serie TV, un episodio (1961)
- 87ª squadra (87th Precinct) – serie TV, un episodio (1962)
- Outlaws – serie TV, episodio 2x20 (1962)
- Kraft Mystery Theater – serie TV, un episodio (1962)
- Room for One More – serie TV, 3 episodi (1962)
- Saints and Sinners – serie TV, un episodio (1962)
- Our Man Higgins – serie TV, un episodio (1962)
- La legge di Burke (Burke's Law) – serie TV, 2 episodi (1963-1965)
- Gunsmoke – serie TV, 2 episodi (1963-1966)
- Vacation Playhouse – serie TV, un episodio (1963)
- The Jack Benny Program – serie TV, un episodio (1963)
- Perry Mason – serie TV, 15 episodi (1964-1966)
- Summer Playhouse – serie TV, un episodio (1964)
- Vita da strega (Bewitched) – serie TV, 4 episodi (1965-1967)
- Ben Casey – serie TV, episodio 4x16 (1965)
- The Cara Williams Show – serie TV, un episodio (1965)
- Profiles in Courage – serie TV, un episodio (1965)
- I mostri (The Munsters) – serie TV, un episodio (1965)
- Insight – serie TV, un episodio (1965)
- Polvere di stelle (Bob Hope Presents the Chrysler Theatre) – serie TV, un episodio (1965)
- The Dick Van Dyke Show – serie TV, un episodio (1965)
- Le spie (I Spy) – serie TV, 2 episodi (1966-1968)
- Batman – serie TV, un episodio (1966)
- The John Forsythe Show – serie TV, un episodio (1966)
- The Smothers Brothers Show – serie TV, un episodio (1966)
- Selvaggio west (The Wild Wild West) - serie TV, episodio 1x26 (1966)
- Court Martial – serie TV, un episodio (1966)
- Quella strana ragazza (That Girl) – serie TV, un episodio (1967)
- Squadra speciale anticrimine (The Felony Squad) – serie TV, episodio 2x07 (1967)
- Gli eroi di Hogan (Hogan's Heroes) – serie TV, un episodio (1968)
- Sui sentieri del West (The Outcasts) – serie TV, episodio 1x11 (1968)
- La signora e il fantasma (The Ghost & Mrs. Muir) – serie TV, 3 episodi (1969-1970)
- Bracken's World – serie TV, un episodio (1969)
- Matt Lincoln – serie TV, 2 episodi (1970)
- La strana coppia (The Odd Couple) – serie TV, un episodio (1971)
- F.B.I. (The F.B.I.) – serie TV, un episodio (1973)
- Doris Day Show (The Doris Day Show) – serie TV, un episodio (1973)
- Barnaby Jones – serie TV, un episodio (1973)
- Marcus Welby (Marcus Welby, M.D.) – serie TV, un episodio (1973)
- Letters from Three Lovers – film TV (1973)
- Firehouse Squadra 23 (Firehouse) – serie TV, un episodio (1974)
- The Girl on the Late, Late Show – film TV (1974)
- Only with Married Men – film TV (1974)
- La famiglia Holvak (The Family Holvak) – serie TV, un episodio (1975)
- In casa Lawrence (Family) – serie TV, un episodio (1976)
- Once Upon a Brothers Grimm – film TV (1977)